# HEART OF EYES
『HEART OF EYES』（ハート・オブ・アイズ）は、太田貴子の10枚目のオリジナルアルバムで、1990年7月21日にNECアベニューから発売された。

## 概要
前作『MAGICIAN』から8ヶ月ぶりのオリジナルアルバム。
ロサンゼルスにてレコーディングが行われ、音楽プロデューサーに、八神純子の夫であるジョン・スタンレーが担当した。

## 批評
| 専門評論家によるレビュー | 専門評論家によるレビュー |
| レビュー・スコア         | レビュー・スコア         |
| 出典                     | 評価                     |
| ------------------------ | ------------------------ |
| CDジャーナル             | 否定的                   |

CDジャーナルは、「夏の海辺をぼんやりと眺めている気分にさせる。」と批評した上で、「そこにある風景の予想はつくのに焦点の定まらない視線のためか、ぼんやりとしか風景・情景が浮かんでこないのが太田貴子の歌です。」否定的に評価している。

## 収録曲
| 全編曲: John Stanley。 |                                                                |            |                              |       |
| #                      | タイトル                                                       | 作詞       | 作曲                         | 時間  |
| 1.                     | 「君は天使じゃない」                                           | 平井森太郎 | 中崎英也                     | 4:11  |
| 2.                     | 「負けないで 〜God Bless You〜」                               | 實川翔     | 大田黒裕司                   | 3:47  |
| 3.                     | 「The Wonderlust」                                             | 平井森太郎 | 羽田一郎                     | 3:51  |
| 4.                     | 「Open your eyes」                                             | 太田貴子   | 太田貴子                     | 4:09  |
| 5.                     | 「8月の朝のモノローグ」                                        | 平井森太郎 | 尾関昌也                     | 4:04  |
| 6.                     | 「デジャヴに伝言」                                             | 實川翔     | 羽場仁志                     | 3:59  |
| 7.                     | 「青が散る」                                                   | 實川翔     | 弓島小夜                     | 4:52  |
| 8.                     | 「スターリィー・スターリィー・ナイト 〜Starry Starry Night〜」 | 平井森太郎 | 石田正人                     | 4:27  |
| 9.                     | 「ガラスのシャボン玉」                                         | 實川翔     | 八神純子, ジョン・スタンレー | 3:45  |
| 10.                    | 「IBIZA」                                                      | 實川翔     | 高野幹也                     | 3:50  |
| 合計時間:              | 合計時間:                                                      | 合計時間:  | 合計時間:                    | 40:55 |

## 参加ミュージシャン
- Computer Programming：John Stanley
- Bass：Freddie Washington
- Synth Bass：John Stanley
- Guitar：David Williams, Tom Verdonck
- Keyboards：八神純子
- Percussion：Lenny Castro
- Sax：Sam Riney
- Background Vocals：Rege Burrell, 八神純子, Kathy Brown